# Gusto acquisito
Un gusto acquisito è un apprezzamento per qualcosa che difficilmente può piacere a una persona che non abbia avuto un'esposizione sostanziale ad esso. È l'opposto del gusto innato, che invece è l'apprezzamento per cose che sono godibili da qualsiasi persona senza una precedente esposizione a esse. Entrambe queste definizioni sono fortemente influenzate dal contesto culturale in cui ogni persona si trova. 
In caso di cibi e bevande, la difficoltà di apprezzare il prodotto potrebbe essere dovuta a un forte odore (ad esempio i formaggi erborinati, come il gorgonzola, diversi pesci fermentati e/o conservati sotto sale o essiccati come l'hákarl islandese, il surströmming svedese e la salacca, il sale nero, nattō, fieno-greco, tofu fermentato e durian), a un gusto (bevande alcoliche, caffè, tè verde, cioccolato fondente, liquirizia salata, il garnatálg faroese e le creme spalmabili a base di estratti di lievito come la Vegemite o la Marmite), sensazione in bocca (come il sashimi e il sushi e più in genere i prodotti del mare crudi), aspetto o associazione (come mangiare insetti o frattaglie).

## Acquisizione del gusto

### Acquisizione generale dei gusti
Il processo di acquisizione di un gusto può dipendere dall'avanzamento dello sviluppo fisico, dalla genetica (sia della sensibilità ai gusti sia della personalità), dall'esempio fornito in famiglia e dai benefici biochimici che sono forniti dagli alimenti. I neonati nascono preferendo cibi dolci e rifiutando i sapori aspri e amari e sviluppano una preferenza per il sale a circa 4 mesi. La neofobia (paura della novità) tende a variare con l'età in modo prevedibile, ma non lineare. Quando i bambini iniziano a mangiare cibi solidi, generalmente accettano un'ampia varietà di cibi, i bambini piccoli e i ragazzi sono relativamente neofobi nei confronti del cibo mentre i ragazzi più cresciuti, gli adulti e gli anziani sono più facilmente predisposti a sperimentare nuovi cibi e esplorare una più ampia gamma di sapori.
La predisposizione personale alla ricerca di novità in generale non è necessariamente correlata alla disponibilità a provare nuovi alimenti. Il livello di temerarietà alimentare può spiegare gran parte della variabilità delle preferenze alimentari osservata nei "supertaster". I supertaster sono altamente sensibili ai sapori amari, piccanti e pungenti, e alcuni li evitano e amano mangiare solo cibi delicati, semplici, ma molti dei supertaster che hanno una forte attitudine a sperimentare nuovi cibi invece godono di questi sapori intensi e li cercano. Alcune sostanze chimiche o combinazioni di sostanze chimiche negli alimenti forniscono sia sapore sia effetti benefici o piacevoli per il corpo e la mente e possono essere rinforzanti, portando all'acquisizione di un nuovo gusto acquisito. Uno studio che ha analizzato l'effetto dell'aggiunta di caffeina e teobromina (composti presenti nel cioccolato) a bevande dal sapore identico, rispetto a un placebo, e facendola assaggiare ripetutamente ai partecipanti, è risultato nella constatazione di una forte preferenza per la bevanda con i composti.

### Acquisizione intenzionale di gusti
Il cambio intenzionale delle proprie preferenze può essere difficile da realizzare. Di solito richiede uno sforzo deliberato, comportandosi come se si amasse qualcosa in modo da predisporsi a valutare le risposte e le sensazioni con un pregiudizio funzionale al gusto desiderato. La difficoltà diventa quella di distinguere i gusti acquisiti in modo autentico o legittimo a seguito di cambiamenti di preferenze maturati profondamente da quelli non autentici motivati dalla volontà di adeguarsi a uno status o al conformismo.

## Esempi di gusto acquisito
Alcuni alimenti, comunemente accettati in certe regioni o in certe culture che ne hanno acquisito il gusto innato con il tempo, possono invece essere considerati spiacevoli per altri, e questa è una lista di esempi, naturalmente incompleta:

### Cibi a base di pesce e frutti di mare
- Acciughe salate, pasta d'acciughe: conserve salate di pesci del genere Engraulis.
- Surströmming, aringa fermentata svedese.[6]
- Cieche, avannotti delle anguille.
- Hákarl, carne di squalo fermentata, tipico della cucina islandese.
- Lutefisk, è un piatto di pesce bianco asciutto, preparato con soda caustica.
- Þorramatur è composto da una lunga lista di cibi tradizionali islandesi, per lo più a base di pesce conservato, consumati tradizionalmente nei mesi invernali a celebrazione dei tempi in cui era più difficile avere cibo fresco a disposizione.
- Colatura di alici, salsa di pesce, salsa di ostriche, ngapi: sono tutti prodotti ottenuti dalla fermentazione del pesce. Il primo è noto in Italia fin dai tempi dell'impero romano (con il nome di garum), gli altri sono condimenti di base nell'Asia sudorientale.
- Bottarga, è un preparato ottenuto con l'essiccazione delle uova di pesce, di cui le più ricercate sono quelle di tonno e di muggine.
- Caviale, uova di pesce, taramosalata: sono varie preparazioni alimentari che si ottengono dalle uova di varie specie di pesce crude.
- Riccio di mare, di cui si mangiano le gonadi, sia crude sia accompagnandole agli spaghetti.
- Cetrioli di mare, una specie di Echinodermi con il corpo allungato.
- Riso al nero di seppia, ottenuto aggiungendo l'inchiostro di alcuni Cefalopodi alla preparazione del risotto.

### Cibi a base di carne
- Andouillette, una salsiccia francese fatta a base di interiora di maiale.
- Boudin, salsiccia valdostana fatta a base di sangue di maiale, simile al sanguinaccio.
- Relleno negro, piatto tipico della penisola dello Yucatán, in Messico, preparato a base di carne di tacchino, carne trita di maiale, peperoncini e chilmol (salsa di pomodori, peperoni e cipolla). Si caratterizza per avere un colore nero molto particolare che impatta visivamente quelli che non sono abituati al suo consumo.
- Sanguinaccio, una salsiccia fatta a base di sangue di maiale e spezie, molto diffusa in Portogallo, Spagna, Italia, Francia e America latina.
- Salchica de arroz, un insaccato elaborato con frattaglie di maiale e riempito con sangue coagulato e riso bollito, aromatizzato con varie spezie, che generalmente si accompagna con il brodo risultante dalla bollitura dell'insaccato stesso, con frattaglie e banana verde (noto come in Ecuador).
- Caldo de tronquito, in Ecuador, brodo preparato con il pene del toro come ingrediente principale.
- Trippa, stomaci di bovino, preferenzialmente di vitello. Normalmente si trova in vendita lavata, sia cruda che precotta e costituisce per molti un cibo appetitoso.
- Granelli, come sono chiamati i testicoli del toro o maiale.
- Kutti pi, un piatto anglo-indiano che consiste in testicoli di caprini.
- Stigghiola: frattaglie di vitello, alternate a cipolle e grigliata su braci di legna o carbone, propria della gastronomia siciliana.
- Frìttola: sono frattaglie di vitello fritte, rinvenute nello strutto e servite in un panino, tipiche di Palermo.
- Cordula: intestino di agnello o capra arrotolato in modo particolare e poi passato sulle braci, tipico della gastronomia sarda e noto come madejas in Aragona e zarajos in Castiglia.
- Cìccioli, noti con nomi diversi in differenti paesi, sono una conserva suina ottenuta pressando con il sale le parti meno apprezzate dei maiali.
- Nervetti, un composto di cartilagini di vitello che si consuma in insalata e fa parte della gastronomia milanese.
- Guaguamama, piatto preparato con placenta fresca di mucca e spezie, a cui si attribuisce un aumento della fertilità femminile in Ecuador.
- Haggis, piatto nazionale della Scozia, una conserva carnea ottenuta riempiendo lo stomaco di pecora con altre frattaglie.
- Fegato, con un sapore e una consistenza particolare che spesso risultano indigesti.
- Pani câ mèusa, lampredotto, sono panini con frattaglie: la meusa è una specialità palermitana a base di milza, il lampredotto un piatto fiorentino a base di abomaso, uno degli stomaci dei bovini.

### Cibi a base di latte
- Casu frazigu, un formaggio sardo che contiene larve vive di mosca del formaggio;
- Call'e crabittu (formaggio sardo), pasta semi-solida e acidula, piccante, ottenuta dall'azione di lieviti e batteri nella stagionatura del latte nello stomaco del capretto;
- Formaggi forti, tali come i formaggi erborinati, il pannerone, il formaggio di capra, formaggio di Cabrales, Gamalost, Milbenkäse (formaggio elaborato con una notevole popolazione di acari).

### Cibi di origine vegetale
- Oliva, frutto dell'olivo.
- Coriandolo, molto simile al prezzemolo ma con un sapore molto forte spesso considerato inaccettabile.
- Durian, un frutto dell'Asia sudorientale con un odore estremamente forte e un gusto che a molti ricorda le cipolle marce.
- Lapsang Souchong, tè nero cinese affumicato.
- Tè Pu'er, un tè rosso con sapore terroso.
- Jiló, frutto molto amaro, simile alla melanzana e popolare in Brasile.
- Kimchi, piatto tradizionale della cucina coreana a base di cavolo cinese fermentato.
- Senape di Digione, una macerato di semi di senape in aceto, con odore molto penetrante.
- Huitlacoche, un fungo che si sviluppa sul mais, popolare nella cucina messicana.
- Nattō, nella cucina giapponese sono i grani di soia fermentati.
- Salmiakki, stuzzichino salato a base di liquirizia, consumato nei paesi nordici e in Olanda.
- Tempeh, un alimento fermentato elaborato con soia molto popolare nelle cucine del sudest asiatico.
- Wasabi, e per similarità il rafano, dovuto al suo fortissimo odore e sapore.

### Cibi con origine insolita
- Balut, un uovo di anatra o gallina fertilizzato che serve bollito quando l'embrione è in avanzata evoluzione.
- Uovo centenario, un uovo conservato a lungo e soggetto a una particolare preparazione tipica della cucina cinese.
- Kiviak: una conserva ottenuta da gazze marine fermentate nella pelle di foca e consumata tradizionalmente in Groenlandia.
- Cavia, o porcellino d'India, comunemente consumato nelle regioni andine.
- Lumache, alimento popolare in molte regioni francese e spagnole, oltre che in Italia, ma considerate spesso ripugnanti in altre località.
- Suri, larva di un coleottero infestante delle palme, apprezzato nella gastronomia dell'Amazzonia.
- Chapulines, corrisponde al nome dato in Messico a una specie di cavallette con cui si prepara un piatto tradizionale in alcune zone di Messico come Oaxaca le cui origini risalgono all'epoca pre-ispanica. Si mangiano bolliti e tostati, con succo di limone e usati come farcitura della tortilla di mais.
- Sal de gusano, condimento fatto con vermi del'agave o chinicuil disidratati e sbriciolati, miscelati con sale e peperoncino. Dal sapore molto forte, originario di Oaxaca
- Laphroaig, un whisky scozzese elaborato con malto affumicato.
- Estratto di lievito, Marmite, Vegemite o Cenovis, pasta spalmabile ottenuta dall'estratto di lievito.